# Teknikåret 1998

## Händelser

### Januari
- 6 januari - En ny version av  Volkswagenbubblan väcker sensation vid premiärvisningen i Detroit.[1]
- 7 januari - Datorberedskapen inför år 2000 i Sverige anses vara dålig. Minst 11 statliga myndigheter, bland dem polisen, tullen och domstolarna bedöms få problem om de är sent ute med omprogrammeringen.[1]

### Februari
- 10 februari - Den första XML-specifikationen släpps.[2]

### Maj
- 19 maj - I den  svenska gymnasieskolan delade 1997 sex elever på varje dator, mot tio 1993 enligt Skolverkets undersökning. Internetuppkoppling har också blivit vanligare. 1997 hade 91 % av gymnasieskolorna i Sverige och 56 % av grundskolorna tillgång till internet.[1]

### Juni
- 25 juni - Sveriges regering beslutar om tillstånd för digitala TV-sändningar i Sverige.

### September
- 27 september - Internetsökmotorn Google startar [3].

### Oktober
- 1 oktober - DVE PPV-DVD-systemet "DIVX". [4]

### November
- 20 november - Lars Berg slutar som VD för Telia för att i stället bli chef för tyska industrikoncernen Mannesmanns telekommunikationsenhet.[5]

### December
- 28 december - IT-företaget Prosolvia, som beskrevs som en "komet" under 1998 på Stockholmsbörsen, begärs i konkurs efter överbemanning och orealistiska säljförväntningar.[5]

### Okänt datum
- Mandrake Linux (nuvarande Mandriva) 1.0 släpps.

## Utmärkelser
- Larry Wall tilldelas Award for the Advancement of Free Software